# Roger Stuart Bacon
Pour les articles homonymes, voir Roger Bacon (homonymie), Stuart et Bacon.
Roger Stuart Bacon, né le 29 juin 1926 à Upper Nappan (Nouvelle-Écosse) et mort le 4 octobre 2021 à Amherst (Nouvelle-Écosse), est un homme politique canadien. 

## Biographie
Roger Stuart Bacon était fermier lorsqu'il fut d'abord élu à la législature provinciale en 1970 sous la bannière du Parti progressiste-conservateur de la Nouvelle-Écosse. Lorsque les tories remportèrent l'élection en 1978, il servit à titre de ministre du Tourisme avant d'être nommé ministre de l'Agriculture au sein du cabinet du premier ministre John Buchanan, de 1979 à 1988. Roger Stuart Bacon fut alors vice-Premier ministre et ministre du Logement jusqu'en 1990 lorsqu'il succède à John Buchanan pour devenir chef intérimaire du parti, ainsi que Premier ministre intérimaire pendant six mois jusqu'à l'élection de Donald William Cameron à la tête du parti.